# Félix Datas
Félix Datas, né le 31 mars 1804 à Niort (Deux-Sèvres) et mort le 21 février 1884 à Paris, est un homme politique français.

## Biographie
Après une carrière dans l'intendance militaire, il se retire à Moulins. Il est député de l'Allier de 1878 à 1884, siégeant à l'extrême gauche.
Il est inhumé au cimetière de Moulins.

## Sources
- « Félix Datas », dans Adolphe Robert et Gaston Cougny, Dictionnaire des parlementaires français, Edgar Bourloton, 1889-1891 [détail de l’édition]